# Листон, Роберт
Роберт Листон (англ. Robert Liston; 28 октября 1794 — 7 декабря 1847, Лондон) — шотландский учёный-хирург, новатор медицины. Педагог, профессор Эдинбургского университета. Член Лондонского королевского общества.

## Биография
Родился в дер. Эклсмачейн, Уэст-Лотиан в Шотландии в семье священника и изобретателя. Его дед был главным пресвитером Церкви Шотландии (1787—1796).
Изучал медицину в Эдинбургском и Лондонском университетах. С 1817 года поселился в Лондоне, где читал лекции по анатомии и хирургии.
В 1818 году стал хирургом в Королевском лазарете Эдинбурга.
Затем был профессором в Эдинбургском университете, а в 1834 году вновь вернулся в Лондон, где в 1835 году стал первым профессором клинической медицины больницы Университетского колледжа Лондона. Там же 21 декабря 1846 года выполнил первую в Европе операцию под современным наркозом с использованием эфира.
Печатался в журнале «The Lancet», издал свои «Principes de chirurgie» (1833), пользовавшиеся громадным успехом.
В 1837 году опубликовал работу «Practical Surgeries», в которой поднял вопрос о важности быстрых хирургических операций. Прославился как выдающийся специалист по операциям удаления камней из мочевого пузыря.
Листон был известен своим умением проведения хирургических операций в эпоху, предшествующей широкому применению анестезии, когда скорость операций имела большое значение для повышения шансов на выживание пациента при болевом шоке. Специалисты называли Листона «самым быстрым скальпелем в Вест-Энде. Он мог ампутировать ногу за 2 — 2,5 минуты».
Изобрел шину Листона для поддержки бедра, которая используется и сегодня, а также зажимы-щипцы Bulldog forceps для артерий при потере крови. Листон также первым применил несколько новых методов ампутации.